# Meister der Heiligen Cäcilie
Als Meister der heiligen Cäcilie (italienisch Maestro della Santa Cecilia) oder auch Meister des Altars der heiligen Cäcilie wird ein Maler des Mittelalters im Norden Italiens bezeichnet. Der namentlich nicht bekannte Künstler war zwischen 1290 und 1320 wohl in Florenz tätig. Da sich auf Bildern des Meisters griechische Inschriften befinden, wie sie auch in Rom auf alten Fresken und Mosaiken zu finden sind, kann angenommen werden, dass er eventuell aus Rom nach Florenz gekommen war. Seine Malweise lässt Einfluss byzantinischer Malerei und Giottos erkennen.

## Namensgebung
Der Meister der heiligen Cäcilie erhielt seinen Notnamen nach einem Altarbild der heiligen Cäcilie, das er für deren Kirche Santa Cecilia in Florenz geschaffen hat. Die Kirche wurde 1304 durch Feuer zerstört, das auf die Zeit kurz davor zu datierende Altarbild wurde gerettet und gelangte in neuerer Zeit in die Galleria degli Uffizi in Florenz.

## Der Altar der heiligen Cäcilie
Das Altarbild, das dem Meister der heiligen Cäcilie seinen Notnamen gibt, ist in Tempera auf Holz gemalt und ungefähr 85 × 181 cm groß. Es zeigt in seiner Mitte die heilige Cäcilie. Sie ist auf beiden Seiten umgeben von acht Bildern mit Szenen aus ihrem Leben, eine Legende wie sie in der Legenda Aurea erzählt wird:
- Linke Seite
  - Die Hochzeit der heiligen Cäcilie
  - Cäcilie  gesteht ihrem Bräutigam Valerian ihren Glauben
  - Cäcilie bekehrt Tiburtius, den Bruder des Valerian
  - Cäcilie lehrt Valerian und Tiburtius ihren Glauben
- Rechte Seite
  - Papst Urban bei der Taufe des bekehrten Maximus
  - Cäcilie predigt ihren Glauben
  - Cäcilie wird vor den  Präfekten Almachius gebracht
  - Die Schergen versuchen Cäcilie auf Befehl des Almachius im Bad mit siedendem Öl zu ermorden

## Weitere Werke des Meisters
- Gemälde
  - Dem Meister heiligen Cäcilie werden durch Stilvergleich einige wenige andere Gemälde zugeordnet, beispielsweise eine Madonna mit Kind im Getty Museum von Los Angeles oder das Bild der heiligen Margareta in der Kirche Santa Margherita a Montici bei Florenz.
- Fresken in Assisi
  - Es wird vermutet, dass der Meister der heiligen Cäcilie eine der Szenen der Fresken mit der Darstellung des Lebens des heiligen Franziskus in der Oberkirche von Assisi gemalt haben könnte.[1]

## Stil des Meisters
Der Stil des Meisters der heiligen Cäcilie erinnert etwas an die Malerei Giottos, auch wenn er weniger eng mit diesem verwandt scheint wie beispielsweise der Stil eines Taddeo Gaddi oder Maso di Banco. Der Meister zeigt die Übernahme der neuen naturalistischen Malweise Giottos und auch wie dieser ein neues Verständnis der Räumlichkeit. Besonders die Nutzung von Gebäuden als architektonische Rahmen ist beachtenswert. Die Figuren des  Meisters der heiligen Cäcilie wirken durch ihre warmen Farben lebhafter und weicher als manche Figuren anderer Nachfolger Giottos. Wie der Meister des heiligen Franziskus und dessen Arbeiten in Assisi kann auch im Werk des Meisters der heiligen Cäcilie noch eine Verbindung italienischer und byzantinischer Ikonenmalerei gesehen werden, jedoch wie bei diesem auch schon Detailmalerei und Farben, die dem byzantinischen Stil fremd sind.
Der spätere Meister des Polyptychons der Capella Medici weist einige Ähnlichkeiten im Malstil mit dem des Meisters der heiligen Cäcilie auf.

## Identifizierung mit Buffalmacco
Manchmal wird versucht, den Meister der heiligen Cäcilie mit der legendären Künstlerfigur Buonamico Buffalmacco gleichzusetzen.